# Mito di Pietroburgo
Il mito di Pietroburgo è un fenomeno culturale attraverso cui si determina il carattere peculiare della cultura di San Pietroburgo.
La fondazione della città, avvenuta nel 1703, per volere dello zar Pietro I, determinò lo sviluppo di voci e dicerie riguardanti la neonata città, che costituiscono il nucleo fondante del mito di Pietroburgo.
Le leggende che diedero vita al mito traggono ispirazione dalle caratteristiche più tipiche della città: il clima, umido e piovoso e il luogo in cui sorge, una palude. La bonifica del territorio costò la vita a molti dei costruttori della città, contribuendo a dare a Pietroburgo la nomea di città maledetta, elemento presente anch'esso nel mito.
L'elezione a capitale dell'impero, con conseguente spodestamento della capitale Mosca, non piacque ai membri della corte che, contrari alla decisione dello zar Pietro I, si servirono delle voci negative riguardanti Pietroburgo per sottolinearne l'illegittimità, contrapposta alla legittimità della storica capitale Mosca, rafforzando così le leggende alla base del mito.
La fondazione della città rientrava in un più ampio quadro di riforme volute da Pietro I per europeizzare la Russia, a suo parere troppo asiatica e arretrata, molto diversa dai tanti Stati europei visitati dal sovrano nei suoi frequenti viaggi all'estero: furono queste radicali riforme, a cui fece capo la fondazione della città, ad apparire alla popolazione come un tentativo di sovvertimento dell'ordine delle cose da parte di Pietro, colpevole quindi di aver compiuto un gesto che andava al di là dell'arbitrio di un semplice uomo, attirando sulla città la maledizione di Dio. A partire da queste lontane origini, il mito è stato successivamente sviluppato da scrittori e poeti quali Puškin, Gogol', Dostoevskij, nelle cui opere vengono messi in luce aspetti differenti di Pietroburgo legati al mito.

## Origini del mito di Pietroburgo
Il mito di Pietroburgo, sembra superfluo a dirsi, non esisterebbe senza Pietroburgo né, soprattutto, senza Pietro I, l'imperatore che volle la fondazione della città. È dunque importante soffermarsi sulle motivazioni che spinsero il sovrano a volere così fortemente la nascita di Pietroburgo, insieme con la sua elezione a capitale dell'impero.
Il ruolo che assume l'imperatore Pietro il Grande nella nascita del mito è centrale, come sottolinea Ettore Lo Gatto nel suo Il mito di Pietroburgo. Storia, leggenda, poesia (1960) dedicando ampio spazio a questa controversa figura, a cui si deve il merito di aver aperto la Russia all'Europa. Secondo lo studioso italiano, furono l'educazione e la formazione le direttrici che diedero al sovrano quell'impulso riformatore: allevato non per diventare zar, l'educazione ricevuta fu soprattutto pratica e tecnica, appresa dalle frequenti visite alla «nemeckaja sloboda» di Mosca, dove conobbe importanti ingegneri, geografi, astronomi, da cui apprese l'importanza del sapere pratico. Grazie a questi contatti il futuro sovrano aprì gli occhi sul l'arretratezza della Russia, simboleggiata da tradizioni, superstizioni e abitudini della capitale Mosca e della corte, lontane dalle innovazioni in campo scientifico, urbanistico e culturale che andavano diffondendosi in tutta Europa. La necessità di rinnovamento dell'impero, la volontà di smembrare e riorganizzare la tanto odiata corte spinsero Pietro I ad aprire quella «finestra sull'Europa» quale voleva essere Pietroburgo.
Proprio a partire dai membri della corte si diffusero le idee che confluirono nel mito di Pietroburgo: costretti a lasciare Mosca per la nuova capitale, i boiari membri della corte fecero leva sul carattere malsano della città, le frequenti inondazioni del fiume Nevà vennero interpretate come punizione divina a simboleggiare l'illegittimità della città voluta da colui che molti identificavano come l'Anticristo. Quanto la corte credesse veramente a queste voci è incerto, sicuro è invece l'odio provato nei confronti di Pietro che, nella sua lotta per il rinnovamento e l'europeizzazione, aveva sconvolto le abitudini di molti, costringendoli ad obblighi che andavano dal prestare servizio al tagliarsi le folte barbe.
Le dicerie riguardo alla città e al suo fondatore nacquero anche fra la popolazione, stupita dall'avversione che il sovrano provava per tutte quelle tradizioni che il popolo considerava inviolabili. L'appellativo di Anticristo con cui la popolazione indicava lo zar derivava non solo dal cattivo rapporto di Pietro con la Chiesa, da cui il sovrano sospettava nascessero complotti a danno della sua persona (data la vicinanza del clero con la corte), ma anche dalla rapidità con cui cresceva la nuova capitale, per cui morirono centinaia di contadini impiegati nella costruzione. L'ostinazione di Pietro nella fondazione della città risultò diabolica agli occhi del popolo, le idee del sovrano erano tanto nuove e riformatrici che si mise in dubbio anche della legittimità di Pietro stesso: un'altra leggenda che confluirà nel mito della città ritiene che Pietro non fosse figlio dello zar Alessio ma che i suoi veri genitori fossero una coppia di stranieri della «nemeckaja sloboda», tanto frequentata in gioventù dal futuro sovrano. Secondo la leggenda, in punto di morte la stessa madre di Pietro avrebbe confidato al figlio di esserle stato scambiato nella culla.
L'origine del mito di Pietroburgo è dunque da ricercarsi nel malcontento dei contemporanei di Pietro ed è inscindibile dalla figura del sovrano.

## Studi del mito di Pietroburgo
I più noti critici che si occuparono del fenomeno furono Nikolaj Pavlovič Anciferov, Ettore Lo Gatto e Vladimir Nikolaevič Toporov.
Il contributo dell'Anciferov riguardo al mito si situa nel quadro di una più dettagliata analisi di Pietroburgo, compiuta nei suoi numerosi lavori di storico ed etnologo negli anni venti del Novecento. L'approfondita conoscenza della città da parte dello studioso si evidenzia negli studi che riguardano le tradizioni locali di Pietroburgo; le opere in cui l'autore tratta maggiormente del mito sono L'anima di Pietroburgo (Душа Петербурга, 1922), La Pietroburgo di Dostoevskij (Петербург Достоевского, 1923) e Realtà passata e mito di Pietroburgo (Быль и миф Петербурга, 1924). I testi sopra citati sono concepiti come “guide per escursionisti”, scritti con l'intento di far percorrere ai visitatori di Pietroburgo gli itinerari descritti nelle opere dei più noti autori che vissero e conobbero la città, sottolineando ancora una volta l'importanza della connessione letteratura – città, per comprendere la vera essenza di quest'ultima.
Lo studio del mito più recente è quello di Toporov, dal titolo Testo pietroburghese di letteratura russa (Петербургский текст русской литературы, 2003). In questo studio vengono analizzati testi scritti a San Pietroburgo che hanno come soggetto la città stessa, col fine di rintracciare le caratteristiche di stile e contenuti proprie della letteratura pietroburghese.
Situato temporalmente fra gli studi dei due critici russi, troviamo il contributo di Ettore Lo Gatto. Noto slavista italiano, ordinario di Letteratura russa all'Università di Roma e Accademico dei Lincei, Ettore Lo Gatto (1890-1979) fu uno dei primi divulgatori della cultura russa in Italia. Lo studio dedicato al mito è l'opera Il mito di Pietroburgo. Storia, leggenda, poesia del 1960.
Nel suo volume, l'autore parte dall'analisi del legame fra la nascita del mito e Pietro il Grande, l'imperatore che fondando la nuova capitale impose alla Russia l'apertura verso l'Europa. Per mostrare come la fondazione di Pietroburgo abbia rappresentato una svolta epocale nella storia russa, Lo Gatto propone, nel primo capitolo, una digressione su Mosca e sull'importanza che questa ricopriva, tanto che essa stessa era stata protagonista di un altro mito, quello di Mosca terza Roma : l'allora capitale era ritenuta “santa”, custode della fede cristiana ed erede di Costantinopoli, oltre che simbolo delle guerre contro i tartari. Il suo spodestamento in favore di Pietroburgo rappresentava quindi un atto di supremazia da parte di Pietro I che valse al sovrano il titolo di “Anticristo”, e che lo pose al pari dei più importanti zar quali Ivan IV, detto anche “il Terribile” (non a caso, lo zar legato al mito di Mosca terza Roma).
Per compiere un'opera così rivoluzionaria era necessaria una personalità dalla ferrea volontà, capace di lottare contro i pregiudizi dei contemporanei e, dato il sito scelto per la nuova capitale, anche contro la natura. La figura di Pietro è quindi dettagliatamente analizzata nell'opera di Lo Gatto, soprattutto in relazione alle leggende riguardanti la sua persona: una, a cui abbiamo già accennato, lo raffigura come “Anticristo”, l'altra, come “costruttore taumaturgo”, in grado di fondare una maestosa città là dove prima sorgeva una palude. La definizione di “costruttore taumaturgo” è ripresa dall'Anciferov, importante fonte del Lo Gatto, a cui quest'ultimo deve lo spunto per uno studio approfondito del tema.
Ad uno studioso italiano del Settecento, Francesco Algarotti, è legata invece un'altra definizione che ritorna spesso nell'opera di Lo Gatto, quella di “finestra aperta sull'Europa”, riferita a Pietroburgo. La definizione sopra citata è funzionale all'autore per mostrare come la neonata città sia stata costruita con l'intento di “aprire” la Russia agli scambi commerciali e culturali con l'Occidente. Pietro I chiamò a Pietroburgo letterati, musicisti, scienziati e soprattutto architetti e scultori, desideroso di elevare la città al pari delle altre capitali europee. Le maestose opere architettoniche, realizzate dagli artisti europei a Pietroburgo sotto Pietro I, rappresentano soltanto l'inizio di un processo di arricchimento artistico della città, che proseguirà con gli zar che si succederanno al trono. All'architettura e all'arte pietroburghese è dedicato ampio spazio nello studio di Lo Gatto, che non trascura nessun aspetto della città, dandone quindi un'immagine a tutto tondo. Proprio un particolare artistico di Pietroburgo, la statua del Falconet raffigurante Pietro I, è l'ispirazione che suggerì a Puškin la più famosa opera letteraria dedicata alla città e al suo fondatore: Il cavaliere di bronzo.
Lo Gatto offre un'approfondita analisi del capolavoro di Puškin, sottolineando come il mito e le leggende su Pietroburgo ne siano parte integrante. Sempre partendo dalle opere di uno scrittore, questa volta N. V. Gogol’, lo slavista italiano mette in luce il cambiamento di percezione avvenuto negli anni nei riguardi della capitale: Pietroburgo non è più percepita come città eclettica e maestosa ma come una città artificiale, senz'anima, centro burocratico dell'impero che schiaccia nei suoi ingranaggi i poveri protagonisti delle opere di Gogol'.
Nella prima metà dell'Ottocento emerge poi l'attenzione per la questione dell'ingiustizia sociale, analizzata nell'opera di Nekrasov e Belinskij Fisiologia di Pietroburgo del 1845, in cui Pietroburgo è descritta secondo il modello dei “bozzetti fisiologici”, mostrando cioè le contraddizioni sociali della capitale.
Anche nei romanzi di Dostoevskij, Lo Gatto mostra come Pietroburgo sia descritta negativamente, sottolineando l'effetto che il clima malsano, aspetto fondante del mito, ha sugli eroi dostoevskiani. Sempre nell'Ottocento, si fa sentire più forte la competizione fra Pietroburgo e Mosca, una rivalità nata con l'elezione a capitale di Pietroburgo a sfavore della storica Mosca e mai sopita. Le città divennero i simboli di due correnti di pensiero, slavofila e occidentalista, che animarono il dibattito culturale del XIX secolo. Pietroburgo rappresentava l'apertura all'Occidente e i valori ad esso connessi, mentre Mosca le tradizioni secolari del popolo russo. Nello studio di Lo Gatto il dibattito che vide protagonista la città di Pietro è ampiamente trattato in quanto ritornano i motivi legati al mito della città.
La panoramica sul mito offerta dallo studioso italiano copre anche il XX secolo, con un'analisi delle opere dei poeti Simbolisti che interpretarono il mito in maniera differente a seconda delle singole sensibilità.

## Il mito di Pietroburgo nelle opere di Puškin
Secondo Lo Gatto, lo sviluppo del mito di Pietroburgo è strettamente legato al poema Il cavaliere di bronzo (Медный всадник, 1833) di Aleksandr Sergeevič Puškin, in particolar modo alla figura di Pietro il Grande delineata dal poeta. «Costruttore taumaturgo» e «Anticristo» sono gli epiteti che vennero associati a Pietro per la fondazione di Pietroburgo dai suoi contemporanei: due visioni estreme e opposte fra loro, entrambe presenti nell'opera di Puškin, che compone un'esaltazione del sovrano e della sua impresa unita però ad una riflessione critica riguardo alle tante sofferenze che comportò la decisione del monarca. La legittimità delle motivazioni che portarono alla fondazione di Pietroburgo sono chiaramente espresse nel proemio:
"… E pensava Egli: un giorno di qui minacceremo lo svedese; qui la città, a dispetto del vicino superbo e presuntuoso, foneremo, ché la natura a noi segnò il destino: sopra l'Europa qui spalancheremo una finestra e porrem saldo il piede sul mare…"
Minacciare gli Svedesi grazie alla strategica posizione della città e aprire la Russia all'Europa erano le ragioni che, insieme con la volontà di allontanarsi dalla corte moscovita, Pietro perseguì scegliendo questo sito alle foci della Nevà. Territorio paludoso, soggetto alle frequenti inondazioni del fiume, non adatto a insediamenti umani e che valse al sovrano la definizione di «costruttore taumaturgo»: solamente un uomo dalla ferrea volontà quale fu Pietro avrebbe potuto scegliere un sito tanto ostile e trasformarlo nella nuova capitale dell'impero, a dispetto dei molti che pensavano avrebbe fallito nell'impresa titanica.
L'ispirazione per Il cavaliere di bronzo venne a Puškin dalla statua realizzata dal Falconet, raffigurante l'imperatore a cavallo di un destriero rampante, con il braccio proteso verso il fiume Nevà; per lo studioso italiano, nella sua opera Puškin diede un'interpretazione della statua quale rappresentazione di Pietro nell'atto di frenare la Russia sull'orlo dell'abisso:
"Dove galoppi, indomito corsiero? e dove poserai l'ugna? O del Fato possente reggitor! Non così forse col ferreo fren la Russia sull'abisso tu facesti impennare?"
Secondo alcuni critici, Puškin volle criticare lo zar per aver quasi spinto la Russia nell'abisso; secondo altri, fra cui Valerij Brjusov e lo stesso Lo Gatto, Pietro riuscì a portare in salvo la Russia, frenandola sull'orlo del baratro in cui sarebbe caduta se Pietro non l'avesse salvata. Torna quindi anche qui la figura di «taumaturgo» ma l'opera del poeta non vuole essere solo un'esaltazione del sovrano: la critica è presente nelle maledizioni e nelle lamentele che il protagonista, il povero Evgenij, rivolge alla statua del possente cavaliere di bronzo, colpevole di aver scelto un luogo tanto ostile per la fondazione di Pietroburgo, pensando di poter piegare gli elementi naturali alla sua volontà. La vita del protagonista viene stravolta dall'inondazione della Nevà, che in una sola notte uccide la sua futura moglie e la madre di quest'ultima. Pazzo d'ira nei confronti del sovrano, scaglia queste dure parole contro la statua che lo raffigura trionfante: 
"Attorno al piedistallo dell'idolo il povero demente girò mandando occhiate da matto al volto del re di mezzo mondo. Ebbe una fitta al petto. Appoggiò la fronte all'inferriata fredda gli si offuscarono gli occhi una fiamma gli percorse il cuore il sangue ribollì. S'incupì
davanti a quell'idolo superbo e, serrando i denti, stringendo i pugni come invaso da una forza oscura «Bene, fenomeno d'un costruttore – mormorò tremando d'odio – Attento a te!...»"
L'hybris di Pietro nel voler domare la natura ostile, insieme con le molte morti che la costruzione della città richiese, portarono alla definizione di «anticristo», epiteto che accompagnò spesso il nome del sovrano. La storia di Evgenij è inoltre funzionale ad una riflessione sul potere che vede contrapposto il despotismo personificato da Pietro all'individualismo rappresentato dal misero protagonista. Nell'opera l'ammirazione per Pietro sembra comunque prevalere rispetto alla critica e indubbio è l'amore che il poeta ha per Pietroburgo, tanto che nel proemio dedica alla città di Pietro questi versi, ricordati anche da Lo Gatto:
"T'amo, o città di Pietro, o creatura armoniosa, amo le tue severe forme, del fiume il corso maestoso;"

## Il mito di Pietroburgo nelle opere di Gogol'
L'ammirazione per la bellezza architettonica di Pietroburgo si ritrova in molti autori della seconda metà del Settecento: nell'arco del secolo gli zar che si succedettero al trono chiamarono a Pietroburgo artisti da tutta Europa , grazie ai quali la città sorta, secondo la leggenda, ex nihilo, acquisì il titolo di “Palmira del Nord” . Questa visione di Pietroburgo è ancora presente nel Cavaliere di bronzo di Puškin che, secondo Nikolaj Pavlovič Anciferov, fu «l'ultimo cantore del lato luminoso di Pietroburgo». Tuttavia già in quest'opera è presente, oltre all'ammirazione, una visione della città come luogo ostile e antagonista all'eroe del racconto. Ed è proprio su questo aspetto della città che si svilupperà l'opera di Gogol’.
Se fino a questo momento i maestosi monumenti pietroburghesi erano stati celebrati soltanto per la loro bellezza, da Gogol' in poi l'accento viene spostato dallo sfarzo dell'architettura esteriore all'aridità e alla freddezza che si celavano dietro di essa, «sicché sembrava che persino i palazzi e i monumenti avessero perduta l'anima, dopo l'avvento al trono di Nicola I».
Significativa, a questo proposito, una riflessione di Gogol': «c'era in Pietroburgo qualcosa che ricordava una colonia europea d'America: la stessa carenza di spirito nazionale radicato e la stessa abbondanza di concorsi stranieri non ancora fusi in una massa compatta».  Questa carenza d'anima e di spirito fa sì che la città appaia come una città falsa, illusoria, aggettivi spesso usati per descrivere la Pietroburgo di Gogol', in cui anche i cittadini, secondo lo scrittore, “paiono usciti dalle illustrazioni delle riviste di moda esposte nelle vetrine”.
Un'affermazione di Gogol' che riassume la visione dello scrittore ucraino sulla città e i suoi abitanti mette in luce una caratteristica che è tipica della sua Pietroburgo, l'essere una città essenzialmente burocratica e amministrativa, in cui gli abitanti si muovono come fantasmi, una città che schiaccia i suoi abitanti fino a portarli alla pazzia nel tentativo di ribellarsi alla loro condizione:
"Ogni capitale è di solito caratterizzata dal suo popolo, che getta su di essa l'impronta della nazionalità, ma Pietroburgo non ha nessun carattere; gli stranieri che vi si sono stabiliti si sono abituati alla nuova vita e non sembrano più stranieri, e i russi a loro volta si sono ‘stranierizzati’ e non sono più né questo né quello. E vi è una straordinaria quiete; il popolo non ha alcuno spirito, tutti, impiegati e funzionari, tutti parlano dei loro uffici o ministeri, tutto è soffocato, tutto è sprofondato in lavori inutili, insignificanti, nei quali infruttuosamente si consuma la loro vita. È molto buffo incontrarli sui boulevard, sui marciapiedi: sono così occupati dai loro pensieri che se ti metti a camminare accanto a loro puoi sentire come uno si ingiuria parlando fra sé, puoi vedere un altro controllare i movimenti del proprio corpo, i gesti delle proprie braccia".

## Il mito di Pietroburgo nelle opere di Dostoevskij
La Pietroburgo descritta da Dostoevskij è la città degli indifesi, degli umili, della povera gente. I quartieri descritti sono quelli della periferia della città, delle case di legno, degli ambienti malsani, lontani dall'immagine consueta della monumentale capitale dell'impero. Quest'attenzione per gli angoli più bui di Pietroburgo rivela l'interesse dello scrittore per la società e in particolare per la questione dell'ingiustizia sociale.
L'attenzione verso le contraddizioni sociali nacque a metà Ottocento, in concomitanza con la pubblicazione del primo romanzo di Dostoevskij, Povera gente (Бедные люди), in Raccolta pietroburghese (Петербургский Сборник, 1846), ad opera di N. A. Nekrasov.
L'importanza di Pietroburgo nelle opere di Dostoevskij è confermata da Anciferov: «…in pochi scrittori l'influenza dell'ambiente sulla psicologia degli eroi si fa sentire così a fondo come nelle opere di Dostoevskij.», affermazione che vale soprattutto per Raskol'nikov, l'eroe di Delitto e castigo (Преступление и наказание, 1866), che subisce l'influenza di una Pietroburgo che Dostoevskij definisce nel romanzo “semifolle”: «Quale importanza non hanno le influenze climatiche! E Pietroburgo è il centro amministrativo di tutta la Russia; il suo carattere non può non riflettersi su tutto». 
E ancora ne L'adolescente (Подросток, 1875), ricordando l'opera di Puškin La dama di picche, in cui Pietroburgo è protagonista, Dostoevskij ritorna sull'influenza che Pietroburgo ha sui personaggi delle proprie opere:
"In un simile mattino pietroburghese, putrido, umido e nebbioso, la fantasia selvaggia di un qualsiasi German puškiniano della Donna di picche (un personaggio colossale, un tipo non comune, del tutto pietroburghese, anzi il tipo del pietroburghese), deve, secondo me, ancor più rafforzarsi"
L'aspetto monumentale di Pietroburgo non fu estraneo a Dostoevskij, che lo descrive nel suo Diario di uno scrittore (Дневник писателя, 1876) in senso negativo, sottolineandone, come già aveva già fatto Gogol', “la sua mancanza di carattere e di individualità”:
"Di caratteristico in senso positivo, di particolare, vi si trovano forse soltanto quelle piccole casette fradicie di legno, che resistono ancora perfino nelle vie più lussuose… Quanto ai palazzi, è proprio in essi che si svela la debolezza ideologica, tutto quel che c'è di negativo nell'essenza del periodo pietroburghese… In questo senso non c'è altra città che l'eguagli, dal punto di vista dell'architettura Pietroburgo è il riflesso di tutte le architetture del mondo, di tutti i periodi e di tutte le mode; a poco a poco, tutto è imitato e tutto è a suo modo alterato. In questi edifici potrete leggere come in un libro gli afflussi completi di qualsiasi idea e ideuzza, volata a noi dall'Europa all'improvviso o a poco a poco e che lentamente ci ha sopraffatto e soggiogato…"
Un altro aspetto di Pietroburgo a cui si lega il nome di Dostoevskij, è quello delle notti bianche, titolo dell'omonimo racconto lirico dello scrittore. Il particolare fenomeno atmosferico, tipico della capitale del Nord, contribuisce ad aumentare quella sensazione di fantastico, di innaturale che si percepisce nei confronti di Pietroburgo: secondo Dostoevskij, il fascino delle notti bianche fa da contrasto alla prosaicità della realtà, disvelata, come dice Lo Gatto, “dopo che s'è disperso il leggero, sottile velo da cui le cose erano nascoste”, rappresentato appunto dalle notti bianche.

## Il mito di Pietroburgo nelle opere dei Simbolisti
Nelle opere dei simbolisti tornano i temi fondanti del mito di Pietroburgo, filtrati attraverso le opere di Puškin, Gogol' e Dostoevskij, ad indicare come anche nel Novecento la città e le leggende ad essa legate, costituiscano fonte di ispirazione e riflessione.
L'immagine di Pietroburgo che scaturisce dalle liriche di poeti come Blok, Brjusov, Belyj, Gumilëv, Achmatova non è però univoca. I motivi tradizionali di Pietroburgo, quello della “Palmira del Nord”, della solennità dei monumenti, degli abitanti-fantasma della capitale restano i protagonisti delle opere simboliste, ma vengono rielaborati in maniera differente dai singoli poeti, che ne mettono in luce aspetti diversi a seconda della propria sensibilità.
Un esempio è costituito dalle opere di Aleksandr Blok, in cui la percezione di Pietroburgo cambia nel tempo, secondo l'ispirazione del poeta, che passa dal nucleo della “bellissima Dama”, ad una visione più prosaica della città. Come Lo Gatto osserva, Blok fu un grande conoscitore della città, inizialmente ne riprese il tema della bellezza, descrivendola secondo motivi più tradizionali; successivamente si fece sentire sempre più forte l'influenza della Pietroburgo di Dostoevskij e la questione dell'ingiustizia sociale, anche se: «è sbagliato insistere sul carattere realistico di figure e di sfondi senza tenere nel dovuto conto la trasfigurazione simbolica delle immagini, per quanto concrete possano apparire a prima vista».
Intriso di simbolismo, e per questo di difficile interpretazione, è il poema I dodici (Двенадцать), scritto nel 1918. Pietroburgo è lo sfondo della marcia di dodici guardie rosse all'indomani della rivoluzione del 1917, e secondo Lo Gatto, quest'opera di Blok rappresenta l'unica degna immagine della Pietroburgo ai tempi della rivoluzione.